# Эволюция. Новый мир
Эволюция. Новый мир   — настольная игра. Игра была создана Дмитрием Кнорре, Сергеем Мачиным. Издано компанией  «Правильные игры» в 2020 году, в честь 10 летнего юбилея серии игр "Эволюция". Является существенной переработкой игры Эволюция.

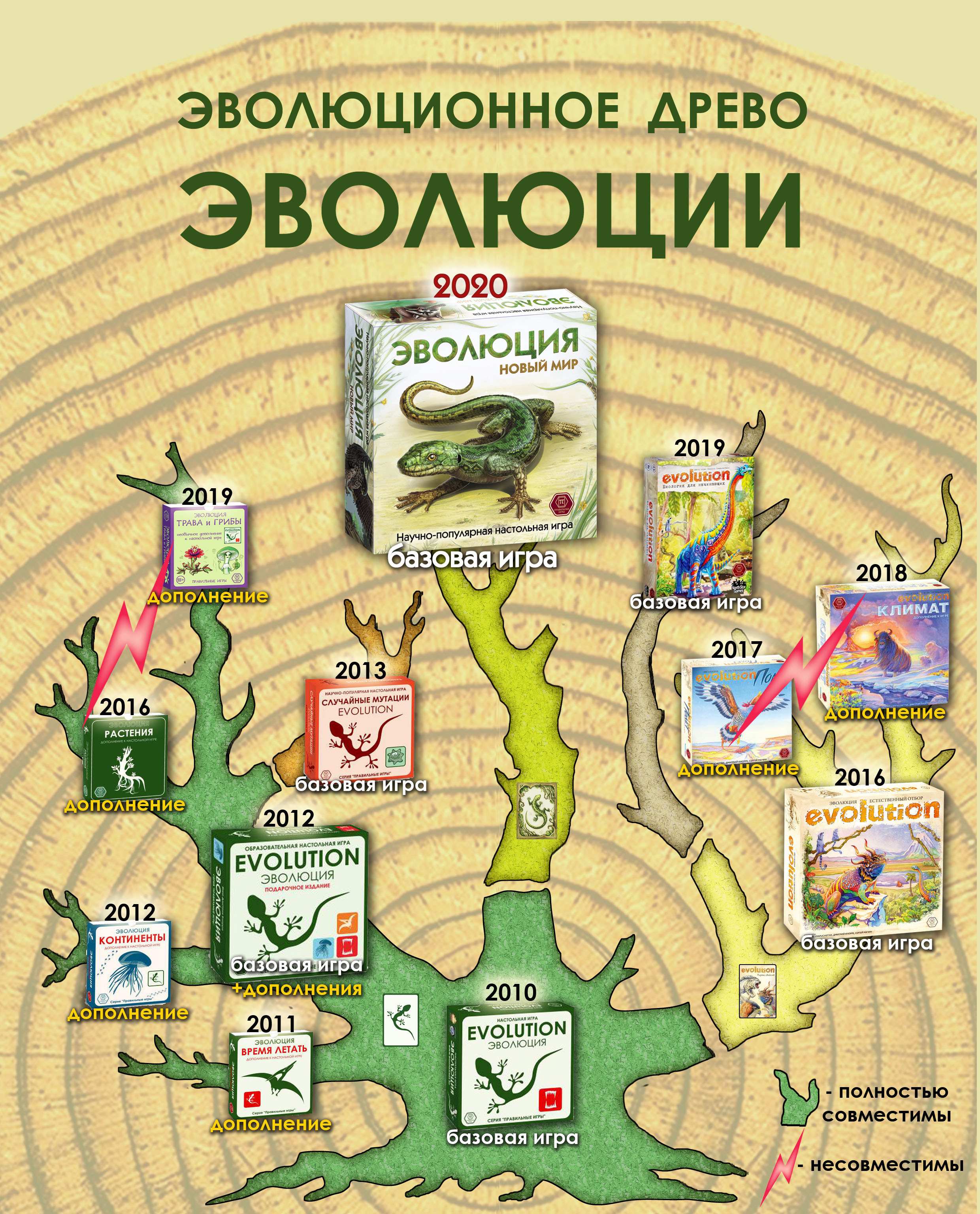
схема развития серии игр Эволюция

## Правила игры
Игроки развивают свои собственные виды животных, наделяя их свойствами которые борются за существование в конкурентной борьбе за ресурсы.

### Цель игры
Цель в игре - набрать наибольшее количество победных очков. Победитель определяется путем последовательного сравнения: победных очков, количества животных, результат жребия. Победные очки игрок получает за всех своих выживших животных и свойства видов.
В конце игры победные очки начисляются за:
1. животное, 3 очка
2. свойство, 1 очко
3. увеличение потребности в еде

Игра длится в точности 6 ходов (эпох). Каждый ход состоит из четырёх фаз.

### Игровые сущности
- Колода эволюции - колода карт откуда игроки пополняют свои руки.
- Рука игрока - набор карт, которые могу быть разыграны игроком в данный ход. Карты в руке игрока видны только данному игроку.

карта может быть разыграна как:
- Животное
- Свойство животного. Свойство наделяет животного способностями к атаке либо к защите. Различают обычные свойства, парные свойства. На одно и тоже животное нельзя положить больше одного экземпляра свойства. Исключение: "жировой запас" и парные свойства.

Свойства кладутся своим животным. Исключения : такие вредные свойства как "паразит", "ошибка в развитии" - кладутся на чужих существ. "Стазис" может класться на любых существ.
- Стол - место, где происходит развитие, кормление и вымирание животных
- Ареалы - специфичные для данной игры карты , на которых хрятся красные и зеленые фишки.

Фишки в игре делятся на типы:
- Красные фишки (еда)- еда, которые животные берут из кормовой базы
- Синие фишки (еда) - еда, получаемая животными с помощью их свойств
- Желтые фишки (жир) - еда, которая запасается в "жировом запасе", с возможностью в дальнейшем преобразоваться в синюю фишку.
- Зеленые фишки (убежища) - животное с убежищем неуязвимо для хищников

- Сброс - стопка карт вымерших животных и их свойств. Сброс общий на всех. Он не влияет на определение победителя.

### Фаза Развития
Каждый игрок, начиная с Первого, может сыграть 1 карту из руки (или оставить карты  до следующего хода, сказав пас), затем ход передается следующему игроку по часовой стрелке, и так далее. Фаза заканчивается когда все игроки  сказали пас.

### Фаза питания
В этой фазе определяется количество красных фишек еды и зелёных фишек убежищ, которое будет доступно животным в течение эпохи. 
К ареалам в количестве равным количеству игроков добавляется новый ареал, помещаются на ареалы красные и зелёные фишки.
Некоторые ареалы доступны только животным с определённым свойством ("пещеры" доступны только при наличии свойства "ночное"), или при отсутствии таковых ("ледники" доступны только животным без свойств).

### Фаза Питания
Игроки по очереди начиная с Первого игрока кормят своих животных. 
Животные питаются едой с ареалов, берут убежища,  либо атакуют друг друга.

### Фаза Вымирания
Все животные оставшиеся голодными вымирают. Их карты , а также карты их свойств отправляются в сброс. Убирается в сброс крайняя правая карта ареала. С выживших животных убираются красные, синие и зеленые фишки.
Затем каждый игрок набирает в руку столько карт с колоды эволюции сколько у него животных + 2. 
Если у игрока в руке свыше 6 карт, он сбрасывает часть их , пока их не станет 6. 
Если у игрока не выжило ни одно животное, он берет 6 карт.
Если колода закончилась, нужно перемешать карты сброса и сложить новую колоды.
- Первым игроком становится следующий игрок по часовой стрелке

### Завершение игры и подсчет очков
В конце 6 хода (эпохи) заканчивается игра.
Каждый игрок подсчитывает свои очки: 
- каждое выжившее животное приносит 3 очка;
- каждый свойство приносит 1 очко;
- каждое свойство "хищное", "большое", "ошибка в развитии", "стазис" приносит 1 очко.
- каждое свойство "паразит" приносит 2 очка

Победитель определеятеся последовательным сравнением: 
1. суммарное число победных очков;
2. число животных;
3. жребий

## Дополнения к игре
Эффект бабочки.
Комплектация:
- 50 карт эволюции
- 2 карты ареалов
- 2 планшета Чужих (для соло-режима)
- кубик
- деревянные фишки
- акриловая фишка бабочки
- правила игры
- памятка свойств
Эффект бабочки» - устоявшийся термин в естественных науках, обозначающий свойство некоторых хаотичных систем: незначительное влияние на систему может иметь большие и непредсказуемые последствия, в том числе в совершенно другом месте.
Новые свойства животных позволят вам тонко регулировать игровую экосистему, создавать новые стратегии для выживания.
Благодаря этому дополнению появляется возможность играть 5–6 игрокам.
И самое важное, будет добавлен соло-режим! Вам предстоит конкурировать с популяцией животных Чужого («Доминатора» или «Опустошителя») по его правилам.
Ну и это не всё! В игре есть сценарий «Эффект Бабочки». В нём случайное событие происходит в каждую эпоху. Однако у игроков есть возможность извлечь из него выгоду или хотя бы минимизировать свои потери.

## Дополнительные сценарии к игре

### Сценарий "Случайные мутации"
В начале игры игроки берут по 6 карт из колоды эволюции и не глядя на них кладут в свою колоду игрока (генофонд).
В фазе развития игроки развивают своих существ в слепую из колоды игрока. Если свойство нельзя положить на животное, то оно кладется на животное справа и так далее, если ни на одно животное нельзя положить свойство , то данная карты разыгрывается как животное. 
Негативные свойства можно добавлять только своим животным. 
При получении карт, если карт в генофонде становится больше 6 , то игрок убирает лишние карты в сброс.

### Сценарий "Эволюция. Катаклизм"
Партия продолжается только 1 эпоху, после чего определяется победитель. 
Арелов кладется столько , сколько игроков + 1. На них кладутся соответствующие фишки
Игрокам раздается по 20 карт эволюции.
В фазу развития игрок должен разыграть не менее 18 карт. 
Фаза ареалов пропускается. 
Фазы питания и вымирания проходят по обычным правилам.

## Награды
"Эволюция:Новый мир":
```
[Пока отсутствуют]
```

"Эволюция:Новый мир: Эффект бабочки"
2021 Игра года BoardGamer.ru — лауреат